# پتنوی ام آرلبرگ
پتنوی ام آرلبرگ (به آلمانی: Pettneu am Arlberg) یک منطقهٔ مسکونی در اتریش است که در ناحیه لاندک واقع شده‌است. پتنوی ام آرلبرگ ۵۶٫۸ کیلومتر مربع مساحت دارد ۱٬۲۲۲ متر بالاتر از سطح دریا واقع شده‌است.